# Liste der Klassischen Philologen an der Heinrich-Heine-Universität Düsseldorf
Die Klassischen Philologen an der Heinrich-Heine-Universität Düsseldorf lehren seit der Gründung des Seminars für Klassische Philologie 1968 die Fächer Latinistik und Gräzistik. Das Seminar wurde drei Jahre nach der Gründung der Universität eingerichtet und zunächst von nur einer Professorin (mit dem Schwerpunkt Latinistik) geleitet, Ilona Opelt, deren Assistent Reinhard Häußler war. Erst 1984 wurde eine zweite ordentliche Professur mit dem Schwerpunkt Gräzistik eingerichtet, die zuerst Bernd Manuwald erhielt. Diese beiden Lehrstühle für Latinistik und Gräzistik sind bis heute regelmäßig besetzt.
Angegeben ist in der ersten Spalte der Name der Person und ihre Lebensdaten, in der zweiten Spalte wird der Eintritt in die Universität angegeben, in der dritten Spalte das Ausscheiden. Spalte vier nennt die höchste an der Universität Düsseldorf erreichte Position. An anderen Universitäten kann der entsprechende Dozent eine noch weitergehende wissenschaftliche Karriere gemacht haben. Die nächste Spalte nennt Besonderheiten, den Werdegang oder andere Angaben in Bezug auf die Universität oder das Seminar. In der letzten Spalte stehen Bilder der Dozenten, was jedoch derzeit aufgrund der Bildrechte schwer ist.
| Wissenschaftler               | von  | bis  | Funktionen                 | Bemerkungen | Bild |
| ----------------------------- | ---- | ---- | -------------------------- | --- | ---- |
| Ilona Opelt (1928–1991)       | 1968 | 1991 | Ordinaria                  | Gründungsprofessorin, Schwerpunkt Latinistik; Spezialistin für christliche Literatur                                                                                       |      |
| Reinhard Häußler (1927–2005)  | 1968 | 1992 | Professor                  | Assistent von Ilona Opelt, 1973 in Freiburg habilitiert, 1974 Universitätsdozent in Düsseldorf, 1975 ebenda umhabilitiert, 1976 außerplanmäßiger Professor, 1980 Professor |      |
| Michael Wissemann (* 1953)    | 1983 | 2017 | außerplanmäßiger Professor | Hochschulassistent, 1989 Habilitation für Philologie und ihre Didaktik; Privatdozent, 2013 außerplanmäßiger Professor                                                      |      |
| Bernd Manuwald (* 1942)       | 1984 | 1992 | Ordinarius                 | Erster Ordinarius für Gräzistik, Spezialist für griechische Philosophie; wechselte nach Köln                                                                               |      |
| Michael Weißenberger (* 1959) | 1987 | 1998 | Akademischer Rat           | Gräzist, Spezialist für Rhetorik und kaiserzeitliche Literatur, 1994 habilitiert; wechselte nach Greifswald                                                                |      |
| Reinhold F. Glei (* 1959)     | 1990 | 1991 | Vertretungsprofessor       | vertrat die Professur Häußlers; wechselte nach Göttingen |      |
| Bernhard Zimmermann (* 1955)  | 1992 | 1997 | Ordinarius                 | Nachfolger von Manuwald, Spezialist für die griechische Tragödie, Komödie und Fachliteratur; wechselte nach Freiburg                                                       |      |
| Wolfram Ax (1944–2020)        | 1993 | 1996 | Ordinarius                 | Nachfolger von Opelt, Spezialist für Grammatik und Rhetorik; wechselte nach Köln                                                                                           |      |
| Jochem Küppers (1946–2021)    | 1997 | 2004 | Ordinarius                 | Nachfolger Ax’; Spezialist für kaiserzeitliche Literatur |      |
| Stephan Schröder (* 1962)     | 1998 | 1999 | Vertretungsprofessor       | vertrat den Lehrstuhl von Zimmermann; wechselte als Privatdozent nach Köln                                                                                                 |      |
| Martina Hirschberger          | 1999 | 2015 | Juniorprofessorin          | Wissenschaftliche Mitarbeiterin (Gräzistik), ab 2008 Juniorprofessorin |      |
| Michael Reichel (* 1960)      | 1999 |      | Ordinarius                 | Nachfolger Zimmermanns, Spezialist zur Epen- und Fiktionalitätsforschung                                                                                                   |      |
| Peter Kuhlmann (* 1965)       | 2000 | 2004 | Akademischer Rat           | Privatdozent aus Gießen, 2002 nach Düsseldorf umhabilitiert; wechselte 2004 als Professor für Latein und Fachdidaktik der Alten Sprachen nach Göttingen                    |      |
| Andreas Bagordo (* 1971)      | 2004 | 2005 | Vertretungsprofessor       | vertrat Küppers’ Lehrstuhl; Spezialist zur griechisch-römischen Tragödie und Komödie                                                                                       |      |
| Markus Stein (* 1962)         | 2005 |      | Ordinarius                 | Nachfolger Küppers’; Spezialist zur paganen und christlichen Kultur und Literatur der Spätantike                                                                           |      |